# Lana Parrilla
Lana María Parrilla (Brooklyn, Nueva York; 15 de julio de 1977) es una actriz estadounidense. Es principalmente conocida por sus papeles en televisión y radio. Fue actriz regular en la quinta temporada de Spin City de ABC de 2000 a 2001. Más tarde protagonizó Boomtown (2002-2003), Windfall (2006), Swingtown (2008) y participó como doctora Eva Zambrano en el drama médico Miami Medical (2010). También encarnó a Sarah Gavin durante la cuarta temporada de la serie de Fox 24 en 2005. En 2011, Parrilla comenzó a encarnar a La Reina Malvada/Regina Mills en la serie de drama de fantasía de ABC, Once Upon a Time. En 2016 ganó el premio Teen Choice Award for Choice TV Actress: Fantasy/Sci-Fi.

## Primeros años
Parrilla nació en el distrito de Brooklyn de la ciudad de Nueva York en 1977. Su madre, Dolores Dee Azzara, es de ascendencia siciliana y su padre fue Sam Parrilla (1943–94), un jugador de béisbol nacido en Puerto Rico que jugó profesionalmente durante once temporadas (1963–73), entre ellos los Filis de Filadelfia de las Grandes Ligas como un jardinero por una temporada (1970). También es sobrina de Candice Azzara, la actriz estadounidense de Broadway y televisión. Los padres de Lana se divorciaron cuanto ella tenía diez años. Pasó sus primeros diez años viviendo con su madre y posteriormente con su padre. Lana Parrilla tiene una cicatriz visible en lado derecho de su labio superior, que fue causada cuando ella era una niña al interponerse en una pelea para ayudar a su gato, que estaba siendo atacado por un perro.[cita requerida]
Creció en Boerum Hill y se graduó de Fort Hamilton High School en Bay Ridge.
Parrilla vivió con su padre hasta que fue asesinado en 1994, cuando ella tenía 16 años y él 50. Su padre recibió un disparo en el pecho por parte de una agresora de 15 años de edad y murió a causa de la herida. Después de la muerte de su padre, Parrilla se mudó con su madre a Burbank, California. Lana fue a Granada (España) para aprender español en 2007.[cita requerida]
Lana estudió actuación en el Beverly Hills Playhouse de Los Ángeles, California. También estudió voz por más de diez años.

## Carrera
Al comenzar su carrera a Lana le criticaron sus papeles como latina, dado que decían que era muy blanca de piel, a lo que ella contestó: «Soy latina orgullosa, quiéranlo o no». Meses después decidió cortarse el pelo y, para sorpresa suya, empezaron a lloverle papeles de latina. Lana Parrilla ha actuado en varias películas, entre ellas Very Mean Men (2000), Spiders (2000) y Replicant (2001). Hizo su primera aparición en televisión cuando se unió al elenco de Spin City, en el 2000, dando vida durante una temporada a Angie Ordóñez.[cita requerida]
Más tarde, en 2002, se unió junto a Donnie Wahlberh y Neal McDonough a la serie Boomtown, interpretando durante dos temporadas a Teresa, una paramédica.
Posteriormente ha intervenido en series como JAG, NYPD Blue, Six Feet Under, 24, Lost y Medium, así mismo formó parte del reparto principal de dos series de poca duración, Swingtown y  Miami Medical.

### Regina Mills
Es su personaje más conocido, por interpretarla en la serie fantástica Once Upon a Time. Regina en el Bosque Encantado es conocida como la Reina Malvada; quien es la hija de Cora (la hija del molinero) con el príncipe Henry. En Storybrooke es la alcaldesa de la ciudad, y es la madre adoptiva del pequeño Henry. Desde la segunda temporada Regina ha cambiado de ser una villana a ser una heroína por su hijo. En la séptima temporada se convierte en la dueña de un bar y adopta el nombre de Roni tras una maldición.

## Vida personal
Lana Parrilla ama mucho a su familia, sobre todo a su sobrino Sammy. En una entrevista en 2012 declaró que su cuento favorito siempre fue Hansel y Gretel, dado que cuando era una niña su madre no le dejaba comer dulces y entonces Lana se conformaba con ver las ilustraciones de ese libro.
Tiene un tatuaje en su muñeca de una pluma ya que cuando era joven tenía alma de hippie y le encantaba llevar plumas porque creía que dan buena suerte. Además se tatuó en un momento muy difícil de su vida y esta pluma para ella simboliza esperanza.

## Filmografía
| Año  | Título                             | Papel        | Notas                |
| ---- | ---------------------------------- | ------------ | -------------------- |
| 2000 | Very Mean Men                      | Teresa       |                      |
| 2000 | Spiders                            | Marci Eyre   |                      |
| 2001 | Semper Fi                          |              |                      |
| 2001 | Replicant                          | Marci        |                      |
| 2003 | Frozen Stars                       | Lisa Vásquez |                      |
| 2005 | One Last Ride                      | Antoinette   |                      |
| 2008 | The Double Life of Eleanor Kendall | Nellie       |                      |
| 2020 | The Tax Collector                  | Favi         |                      |
| 2022 | Split at the Root                  |              | Productora ejecutiva |
| 2022 | Scrap                              | Stacy        |                      |
| 2023 | Atlas                              | Val Shepherd | Posproducción        |

| Año       | Título                | Papel                           | Notas                                                             |
| --------- | --------------------- | ------------------------------- | ----------------------------------------------------------------- |
| 1999      | Grown Ups             | Camarera                        | 2 episodios                                                       |
| 2000–2001 | Spin City             | Angie Ordóñez                   | 21 episodios; Reparto principal                                   |
| 2002      | JAG                   | Teniente Stephanie Donato       | 1 episodio                                                        |
| 2002      | The Shield            | Sedona Tellez                   | 1 episodio                                                        |
| 2002–2003 | Boomtown              | Teresa Ortiz                    | 24 episodios; Reparto principal                                   |
| 2004      | NYPD Blue             | Agente Janet Grafton            | 3 episodios                                                       |
| 2004      | Six Feet Under        | Maile                           | 2 episodios                                                       |
| 2005      | 24                    | Sarah Gavin                     | 12 episodios; Recurrente, más tarde ascendió al reparto principal |
| 2006      | Windfall              | Nina Schaefer                   | 13 episodios; Reparto principal                                   |
| 2006      | Lost                  | Greta                           | 3 episodios                                                       |
| 2008      | Swingtown             | Trina Decker                    | 13 episodios; Reparto principal                                   |
| 2010      | Miami Medical         | Dr. Eva Zambrano                | 13 episodios; Reparto principal                                   |
| 2010      | Covert Affairs        | Julia Suárez                    | 1 episodio                                                        |
| 2010      | Medium                | Lydia Halstrom                  | 1 episodio                                                        |
| 2010      | The Defenders         | Betty                           | 1 episodio                                                        |
| 2011      | Chase                 | Isabella                        | 1 episodio                                                        |
| 2011–2018 | Once Upon a Time      | Regina Mills / La Reina Malvada | Reparto principal; 156 episodios                                  |
| 2020      | Tax Colector          |                                 |                                                                   |
| 2021      | Why Women Kill        | Rita                            | 10 episodios; Reparto principal                                   |
| 2023      | El abogado de Lincoln | Lisa Trammell                   |                                                                   |
| 2023      | Mujeres asesinas      | TBA                             |                                                                   |

## Premios y nominaciones
| Año  | Premio            | Categoría                                         | Nominada por...  | Resultado | Ref   |
| ---- | ----------------- | ------------------------------------------------- | ---------------- | --------- | ----- |
| 2003 | Imagen Award      | Mejor actriz de reparto                           | Boomtown         | Ganadora  |       |
| 2008 | ALMA Award        | Mejor actriz en una serie de televisión dramática | Swingtown        | Nominada  |       |
| 2012 | TV Guide Award    | Villana favorita                                  | Once Upon a Time | Ganadora  |       |
| 2012 | Saturn Award      | Mejor actriz de reparto de televisión             | Once Upon a Time | Nominada  | [ 7 ] |
| 2012 | Teen Choice Award | Mejor villana (TV)                                | Once Upon a Time | Nominada  |       |
| 2012 | ALMA Award        | Mejor actriz en una serie de televisión - Drama   | Once Upon a Time | Ganadora  |       |
| 2013 | NHMC Impact Award |                                                   | Once Upon a Time | Ganadora  |       |
| 2016 | Teen Choice Award | Mejor actriz de Ciencia Ficción- Fantasía (TV)    | Once Upon a Time | Ganadora  | [ 8 ] |